# Zaprochilinae
Zaprochilinae es una subfamilia de insectos ortópteros de la familia Tettigoniidae. Se encuentra en Oceanía.

## Géneros
Según Orthoptera Species File (4 de marzo de 2021):
- Anthophiloptera Rentz & Clyne, 1983
- Kawanaphila Rentz, 1993
- Windbalea Rentz, 1993
- Zaprochilus Caudell, 1909